# Anita Tack
Anita Tack, née le 4 avril 1951 à Dresde, est une femme politique allemande membre de Die Linke. Elle est ministre de l'Environnement et de la Santé du Land de Brandebourg entre 2009 et 2014.

## Biographie

### Une vie professionnelle d'ingénieur
En 1969, alors qu'elle adhère au Parti socialiste unifié d'Allemagne (SED), elle passe son Abitur avec succès. Elle intègre alors l'école supérieure d'architecture et des travaux publics de Potsdam.
Elle y obtient un diplôme d'ingénieur en 1973 et intègre le bureau de l'aménagement du territoire du district de Potsdam. Elle occupe ce poste jusqu'en 1987, quand elle est nommée vice-président de la commission de planification du district.

### Débuts en politique
Membre du Parti du socialisme démocratique (PDS) dès 1990, elle travaille un an en tant que fonctionnaire régionale. En 1991, elle est recrutée pour occuper le poste de secrétaire générale adjointe du groupe PDS au Landtag du Brandebourg.

### Ascension
Vice-présidente du PDS dans le Land depuis 1990, elle est élue en 1994 députée régionale. Elle préside ensuite la commission parlementaire du Développement urbain, du Logement et des Transports jusqu'en 1999. Cette année-là, alors qu'elle est réélue parlementaire et devient membre de la présidence du Landtag, elle est choisie pour prendre la direction du PDS du Brandebourg, une fonction qu'elle abandonne en 2001. Six ans plus tard, elle rejoint Die Linke.

### Ministre de Brandebourg
Le 6 novembre 2009, Anita Tack est nommée ministre de l'Environnement, de la Santé et de la Protection des consommateurs dans le gouvernement de coalition rouge-rouge du ministre-président social-démocrate Matthias Platzeck. Elle quitte l'exécutif à l'issue de son mandat, le 5 novembre 2014, son ministère étant supprimé et ses compétences réparties entre trois départements ministériels.